# Pobjoy Niagara

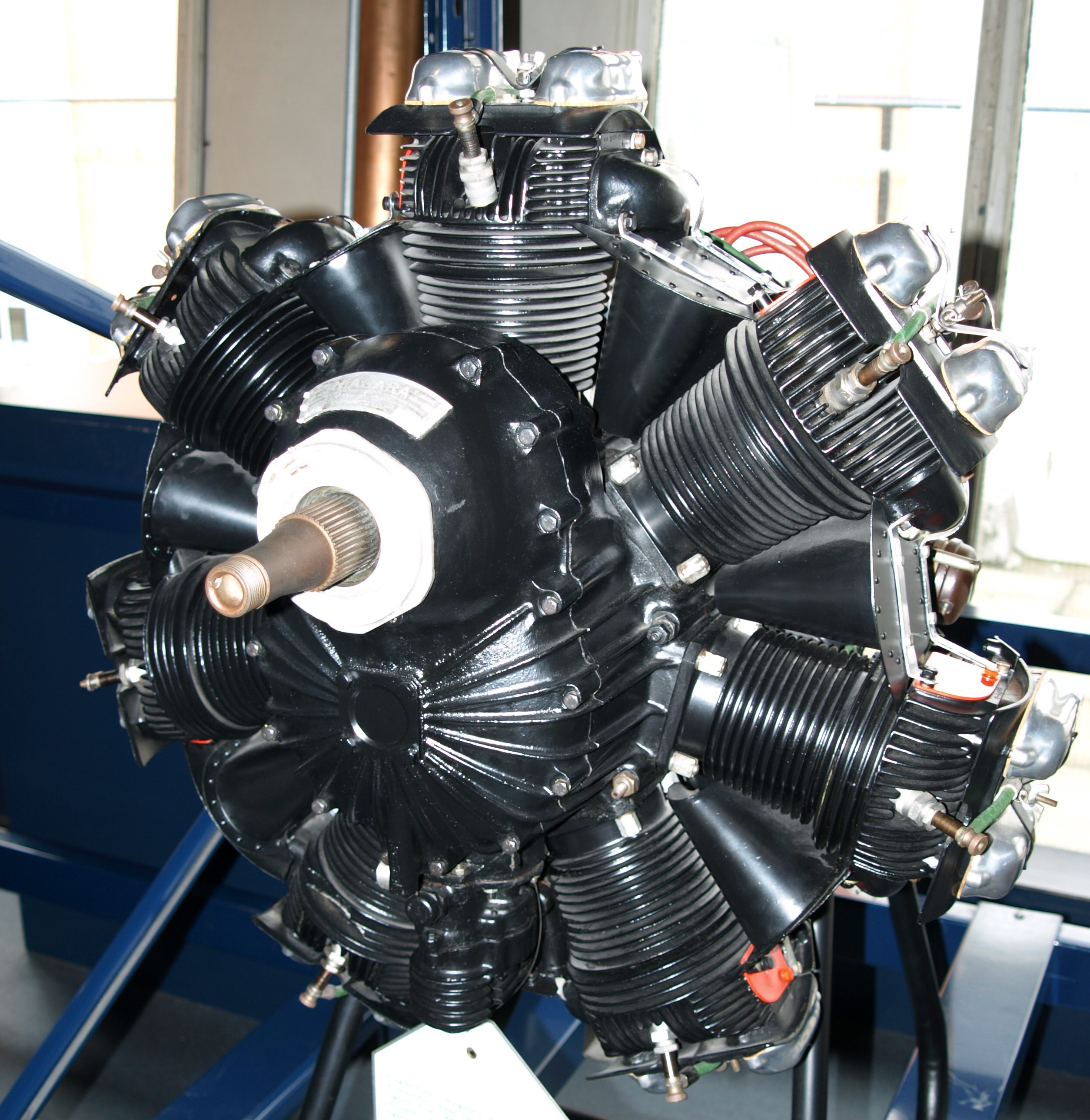
Pobjoy Niagara

Der Pobjoy Niagara war ein britischer luftgekühlter 7-Zylinder-Sternmotor. Der Motor wurde ab 1934 vom Unternehmen Pobjoy Airmotors hergestellt und zeichnete sich durch seine für einen Sternmotor ungewöhnliche Gestaltung aus. Aufgrund des in das Motorgehäuse eingebauten Untersetzungsgetriebes trat die Motorwelle außermittig aus dem Motor aus. Der Niagara war ein häufig in Leicht- und Versuchsflugzeugen eingesetzter Motor. Die gesamte Reihe der von Pobjoy Motors produzierten Triebwerke bestand aus 7-Zylinder-Sternmotoren mit sehr kompakten Abmessungen und sehr hohen Drehzahlen. Pobjoy Airmotors genoss für ihre Motoren aufgrund deren geringen Abmessungen, der niedrigen Betriebskosten, des niedrigen Geräuschpegels sowie für ihre originellen technischen Lösungen ein hohes Ansehen.

## Technische Daten (Pobjoy Niagara IV)
- Motortyp: 7-Zylinder-Sternmotor, luftgekühlt
- Bohrung: 80,96 mm (3,1875 in)
- Kolbenhub: 87,31 mm (3,4375 in)
- Hubraum: 3,15 l (192,0 cuin)
- Länge: 558,8 mm (22 in)
- Durchmesser: 698,5 mm (27,5 in)
- Gewicht: 74,4 kg (164 lb)
- Ventilanordnung: ein Einlass- u. ein Auslassventil pro Zylinder
- Gemischbildung: ein Claudel-Vergaser
- Treibstoff: Benzin, 70 Oktan
- Kühlsystem: Luftkühlung
- Leistung max.: 79 kW (108 PS) bei einer Drehzahl von 3750/min (Niagara V: 96 kW (130 PS) bei 4000/min)
- Leistung norm.: 74 kW (100 PS) bei 3250/min
- Verdichtungsverhältnis: 6,5:1
- Leistungsgewicht: 1 kg/kW (1,64 lb/PS) (norm.)

## Einsatz
- Airspeed Fleet Shadower
- General Aircraft Monospar ST-25
- Saro Shrimp
- Short Scion Senior
- Short Scion
- Short Stirling (verkleinertes Erprobungsmuster)
- Spartan Clipper
- Pobjoy Pirate